# Abu Faris Abd al-Aziz ben Ahmad
Abû Fâris ʿAbd al-ʿAzîz ben Ahmad (أبو فارس عبد العزيز بن أحمد abū fāris ʿabd al-ʿazīz ben aḥmad) – né à une date inconnue et mort en 1396 – est un sultan mérinide qui a succédé à Abû al-`Abbâs en 1393 et a régné jusqu'à sa mort.

## Sources
- Charles-André Julien, Histoire de l'Afrique du Nord, des origines à 1830, édition originale 1931, réédition Payot, Paris, 1994
- Le site en arabe http://www.hukam.net/